# Nicola De Laurentiis
Nicola De Laurentiis (Chieti, 1783 – 1832) è stato un pittore italiano.

## Biografia
Dopo i primi studi a Frascati e a Chieti, cominciò a formare la sua abilità artistica a Napoli dove incontrò i pittori più importanti di quella città.  Ma fu a Roma, dove arrivò nel 1804, che apprese veramente l'arte del disegno e della pittura sotto la guida di Gaspare Landi e di Vincenzo Camuccini, uno dei più importanti pittori del Neoclassicismo italiano.
Fu molto stimato dalla corte borbonica, ne sono testimonianza alcune importanti opere presenti nella Reggia di Capodimonte a Napoli (“Provincie napoletane presentate a Francesco I di Borbone”) e nella Reggia di Caserta (“Focione che rifiuta I doni di Alessandro”). Altre sue opere più importanti sono nella Chiesa parrocchiale di Loreto Aprutino (Pescara) dove dipinse nel 1824 il quadro “L'Addolorata” e nella Cattedrale di S. Giustino a Chieti dove si ammira "La Natività" che dimostra l'alto livello artistico da lui raggiunto. Realizzò il bozzetto (raffigurante l'incoronazione, in Campidoglio, del tredicenne poeta latino Lucio Valerio Pudente) del sipario del Teatro di Vasto, poi dipinto nel luglio 1832 dal pittore Franceschini di Orsogna.
Mentre era all'apice della sua fama tra il pubblico e nella Corte del Regno di Napoli, morì prematuramente nel 1832 mentre era in visita nella sua città natale, e venne sepolto nella Cattedrale.
A Nicola De Laurenriis è dedicata una piazza con supportico nel centro storico di Chieti, tra il palazzo Nolli con le scuole elementari e il palazzo De Sterlich.

## Opere (parziale)
- Quadro della Natività di Gesù - Cattedrale di San Giustino (Chieti)
- Bozzetti a carattere sacro presso la Collezione della Biblioteca provinciale De Mesi di Chieti, e il Museo d'arte "Costantino Barbella" di Chieti
- Samuele profeta unge David / Filottete ferito al piede - bozzetti della Pinacoteca d'arte Barbella, Chieti
- Donna che sce dal bagno, bozzetto a carboncino, Collezione privata del Palazzo comunale di Chieti
- Quadro della Madonna Addolorata, cappella laterale della Collegiata di San Pietro, Loreto Aprutino (PE), firmato e datato 1825
- Tondi di San Luigi Gonzaga e San Francesco Saverio nella cappella dell'Addolorata della Collegiata di Loreto Aprutini, attribuitigli da Francesco Verlengia
- Focione che rifiuta I doni di Alessandro, quadro, Reggia di Caserta
- Giuseppe che spiega i sogni al Faraone, Reggia di Caserta
- Incoronazione di Francesco I delle Due Sicilie, Reggia di Caserta
- Ciclo delle incisioni per la Divina Commedia - rimane solo quella del I canto dell'Inferno, collezione del palazzo comunale di Chieti
- Autoritratto d'autore, Museo d'arte Barbella di Chieti
- Progetto per il sipario del teatro comunale di Vasto: "Incoronazione del poeta Lucio Valerio Pudente sul Campidoglio", disegno presso la Pinacoteca del Museo di Palazzo d'Avalos, Vasto
- Ritratto di Rosa Taddei, moglie di Manzoni - collezione privata